# Unione Sportiva Casertana 1951-1952
Questa pagina raccoglie le informazioni riguardanti l'Unione Sportiva Casertana nelle competizioni ufficiali della stagione 1951-1952.

## Rosa
| N. |                   | Ruolo | Calciatore         |
| -- | ----------------- | ----- | ------------------ |
|    | Italia (bandiera) | A     | Ciro Barile        |
|    | Italia (bandiera) | C     | Lauro Berselli     |
|    | Italia (bandiera) | C     | Otello Bertani     |
|    | Italia (bandiera) | C     | Elio Cavazzuti     |
|    | Italia (bandiera) | A     | Mario Cordioli     |
|    | Italia (bandiera) | A     | Giovanni Corradini |
|    | Italia (bandiera) | A     | Rolando Cuoghi     |
|    | Italia (bandiera) | D     | Giovanni Manzella  |

| N. |                   | Ruolo | Calciatore         |
| -- | ----------------- | ----- | ------------------ |
|    | Italia (bandiera) | D     | Gino Pettinari     |
|    | Italia (bandiera) | D     | Glauco Pozzetti    |
|    | Italia (bandiera) | A     | Roberto Rabagliati |
|    | Italia (bandiera) | A     | Secondo Rossi      |
|    | Italia (bandiera) | P     | Furio Scarpellini  |
|    | Italia (bandiera) | D     | Giulio Tognoli     |
|    | Italia (bandiera) | C     | Vincenzo Voccia    |